# Przęsin
Przęsin (kaszub. Przãsëno) – wieś w Polsce położona na Pojezierzu Bytowskim, w województwie pomorskim, w powiecie bytowskim, w gminie Miastko,
Miejscowość położona przy drodze krajowej nr 20 Stargard – Szczecinek – Gdynia, stanowi sołectwo Przęsin-Zadry gminy Miastko.
Do 1954 część miasta Miastko. W latach 1975–1998 miejscowość administracyjnie należała do województwa słupskiego.